# Герб Пакистану
Герб Пакистану — один з офіційних символів держави. Затверджений в 1954.

## Опис
Має зелений колір, що разом з півмісяцем і зіркою нагорі символізує Іслам, релігію більшості населення Пакистану.
У центрі емблеми — щит, що символізує сільське господарство, на ньому зображені чотири головні зернові культури Пакистану: бавовна, джут, чай і пшениця.
Квітковий вінок навколо щита символізує історію Пакистану.
Нарешті, сувій у нижній частині герба містить національний девіз Пакистану арабською мовою: ایمان ، اتحاد ، نظم, що перекладається як «Віра, Єдність, Дисципліна».

## Інші державні емблеми в Пакистані

### Емблеми державних органів загальнонаціонального рівня

Емблема Верховного суду Пакистану
Емблема Федерального шаріатського суду Пакистану
Емблема Виборчої комісії Пакистану
Емблема регулюючого органу у галузі нафти і газу

### Емблеми регіонів Пакистану

Емблема Панджабу
Емблема Синду
Емблема Белуджистану
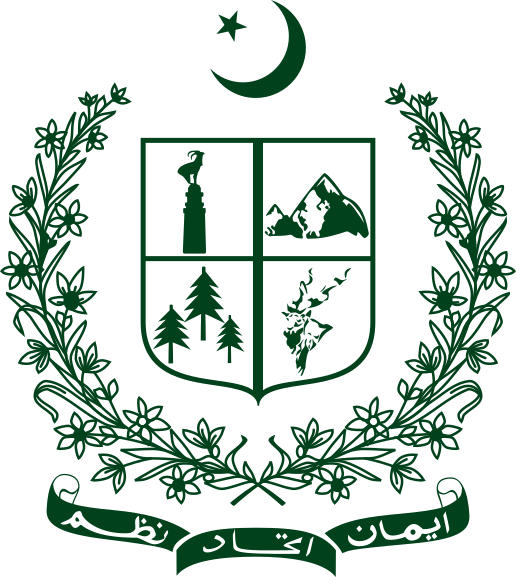
Емблема Гілгіт-Балтистану
Емблема Хайбер-Пахтунхва
Емблема Федерально керованих племінних територій
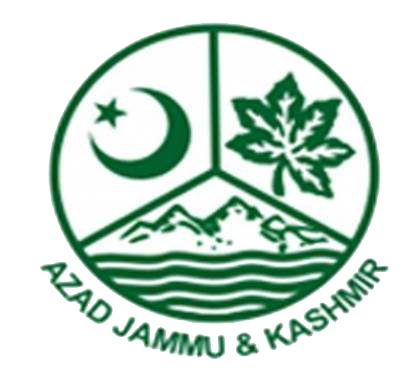
Емблема Азад Кашміру